# Operación Paso del Estrecho

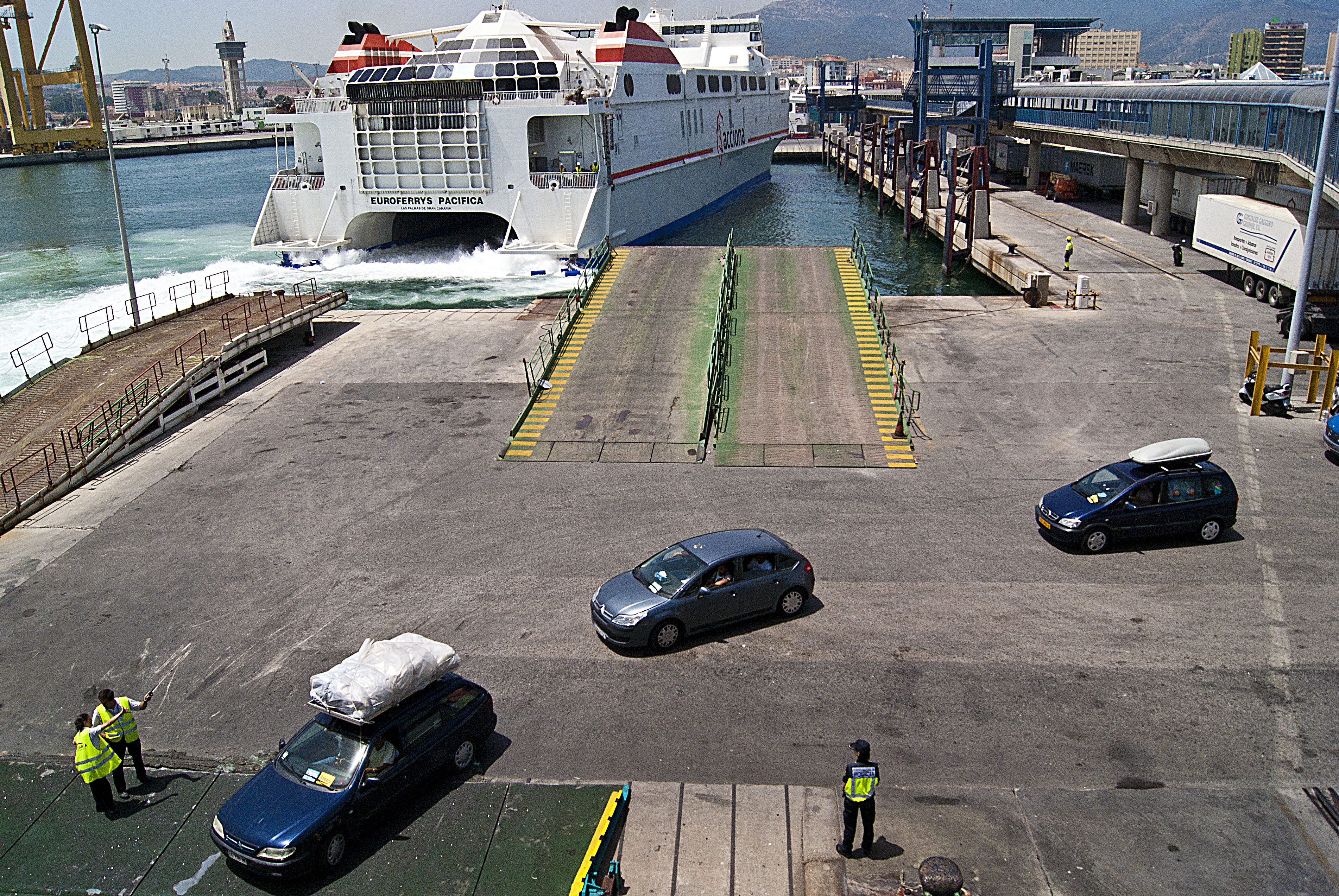
Coches embarcan en un ferry en el puerto de Algeciras con destino Ceuta, mientras llega otro ferry.

La Operación Paso del Estrecho, conocida en Marruecos como Operación Marhaba («bienvenido», en árabe), es una planificación realizada por Marruecos y España para coordinar la llegada de un gran número de personas que durante los periodos vacacionales viajan desde Europa a sus lugares de origen en el norte de África.
Se activa durante los meses de verano y algunos periodos vacacionales importantes como Navidad. Surgió ante el colapso que sufrían ciudades como Algeciras, en la que en ocasiones era necesario hacer varios días de cola para poder embarcar. En la operación se produce el paso de más de 3.300.000 de viajeros y 750.000 vehículos.

## Historia
La operación fue puesta en marcha a partir de 1986. Algeciras sufría en la época un colapso absoluto cada vez que llegaban las vacaciones, ya que eran miles de vehículos al día los que realizaban cola el embarque. El puerto no era capaz de absorber tal cantidad de vehículos, provocando el colapso de la ciudad y de las carreteras que llevaban a ella. En fechas punta, eran 50.000 personas las que se encontraban en espera para embarcar, siendo la capacidad de las navieras de 22.000 pasajeros diarios, con todas las explanadas de aparcamiento completas y una fila de 3 kilómetros para acceder. En Ceuta se reproducían problemas similares.
El primer plan fue adoptado por Protección Civil en 1987. Se basaba en la atención médica y humanitaria de las personas que estaban esperando, al mismo tiempo que se adaptaban los puertos disponibles para realizar el paso de la manera más eficiente posible.
Los problemas poco a poco se fueron reduciendo, aunque seguían produciéndose situaciones de colapso cuando se producían incidencias. Los puertos se fueron adaptando con la creación de explanadas de preembarque, nuevos accesos, y la optimización de la capacidad de las navieras.
En la actualidad el paso del estrecho se realiza de manera ordenada y sin colapsos, siendo la capacidad de transporte de pasajeros superior a la de pasajeros recibidos. Aún sin colapsos, el plan se ha repetido sucesivamente durante todos los años aumentando las fechas en las que es activado y los puertos en los que se realiza.
En junio de 2020, el ministro de Exteriores de Marrueco, Naser Burita, anunció la cancelación de la operación Paso del Estrecho de ese año, ya que, debido a la pandemia de COVID-19, Marruecos había cerrado sus fronteras.
En junio de 2021, Marruecos no renovó los puertos españoles y en cambio pretende ampliar la OPE a Portimão (además de los habituales puertos de Génova, Marsella y Sète), aduciendo razones sanitarias (aunque en ese momento las relaciones diplomáticas estaban también enfriadas por el incidente fronterizo entre España y Marruecos de 2021).

## Organización
La operación es coordinada por la Dirección General de Protección Civil y Emergencias del Ministerio del Interior de España. En el plan trabajan numerosos organismos como Cruz Roja Española, que aporta la atención médica que se realiza, o las autoridades portuarias.
Forman parte de la operación los puertos de Algeciras, Tarifa, Málaga, Motril, Almería, Alicante, Valencia, Melilla y Ceuta.
El Reino de Marruecos se moviliza por el bienestar de los marroquíes que viven en el extranjero gracias a la fuerte movilización de Su Majestad el Rey Mohammed VI. Hospitalización en el extranjero, fletamento de medios de transporte importantes, alojamiento de familias, asistencia administrativa...
Se fortalece la movilización. Mejorar las condiciones de acogida, facilitar el tránsito de marroquíes y asistir a personas en situación de vulnerabilidad.
La Operación Marhaba se activa cada año.

## El paso del estrecho

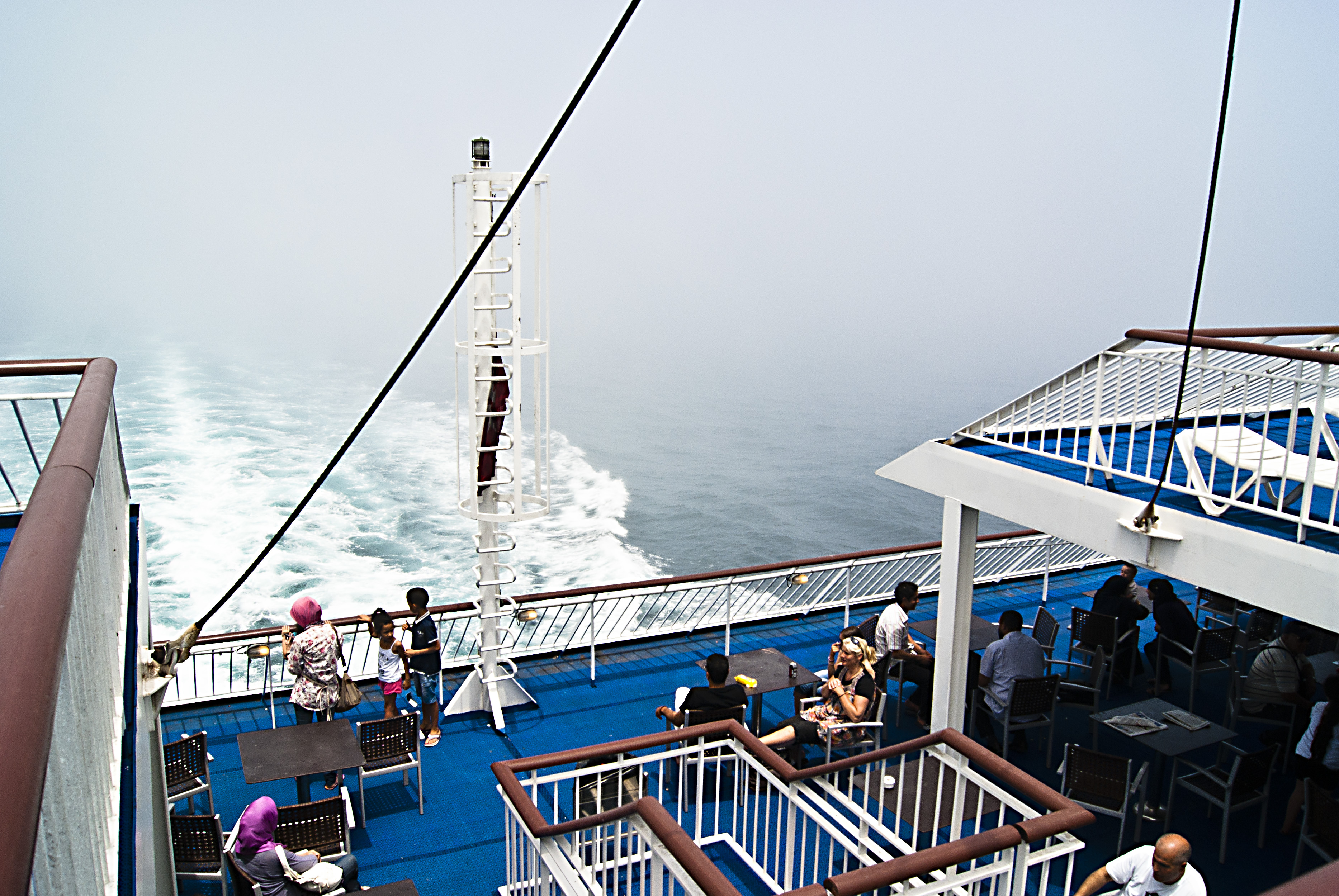
Ferry en el estrecho de Gibraltar entre Algeciras y Ceuta.

Cada año cruzan el estrecho unos 2,4 millones de inmigrantes norteafricanos que residen en Europa. De ellos, el 44 % realizan el viaje en avión, el 14% en autobús y el 40% en barco, de los cuales la mayoría utiliza el estrecho de Gibraltar. Estos inmigrantes residen un 38,2% en Francia, un 17,7% en España, un 12% en Bélgica y un 11,3% en los Países Bajos.
En 2019 fueron 3.340.045 personas las afectadas por el dispositivo, 3% más que en 2018. El número de vehículos fue de 760.215, 3,5% más que el año anterior.
El puerto más utilizado fue el de Algeciras, con el 76% de las relaciones y el 59,2% de los pasajeros. Le siguen Almería, con un 15,5% de los pasajeros, y Tarifa, con un 12,3%. La ruta más utilizada fue Algeciras-Tánger Med, con el 36,4% de los viajeros, Algeciras-Ceuta, con el 19,3% y Tarifa-Tánger, con el 12,3%. En vehículos destaca aún más la ruta Algeciras-Tánger Med con casi el 50% de los traslados.